# Sławomir Szmal
Sławomir Szmal (Strzelce Opolskie, 1978. október 2. –) lengyel válogatott kézilabdakapus. A 2009-es év legjobb kézilabdázójának választották.

## Pályafutása
Pályafutása során megfordult több lengyel csapatban is. Játékosa volt többek között az ASPR Zawadzkie, a Hutnik Kraków, a Warszawianka Warszawa és a Wisła Płock együtteseinek. Németországban a TuS Nettelstedt-Lübbecke és a Rhein-Neckar Löwen (2005–2011) csapatát erősítette. Visszavonulását megelőzően hét szezont töltött a lengyel bajnok Vive Targi Kielce csapatában. Nemzetközi sikert 2016-ban ünnepelhetett, amikor a lengyel csapattal az MVM Veszprém KC ellen vívott Bajnokok Ligája döntőben diadalmaskodni tudtak.
A lengyel válogatottban 1998-ban mutatkozhatott be. A 2007-es világbajnokságon ezüstérmet, míg a 2009-es és a 2015-ös világbajnokságon bronzérmet szerzett a nemzeti csapat tagjaként.

## Szezononkénti statisztika
| Szezon    | Klub                     | Liga            | Mérkőzés | Gólok |
| 2003/2004 | TuS Nettelstedt-Lübbecke | Bundesliga 2    | 31       | 0     |
| 2004/2005 | TuS Nettelstedt-Lübbecke | Bundesliga      | 13       | 0     |
| 2005/2006 | Rhein-Neckar Löwen       | Bundesliga      | 29       | 0     |
| 2006/2007 | Rhein-Neckar Löwen       | Bundesliga      | 33       | 0     |
| 2007/2008 | Rhein-Neckar Löwen       | Bundesliga      | 30       | 0     |
| 2008/2009 | Rhein-Neckar Löwen       | Bundesliga      | 30       | 0     |
| 2009/2010 | Rhein-Neckar Löwen       | Bundesliga      | 32       | 0     |
| 2010/2011 | Rhein-Neckar Löwen       | Bundesliga      | 32       | 0     |
| 2011/2012 | Vive Targi Kielce        | PGNiG Superliga | ?        | ?     |

## Sikerei

### Válogatottban
A 2010-es kézilabda-Európa-bajnokságon beválasztották az All Star csapatba.
- Világbajnokság: 
  - 2. hely: 2007
  - 3. hely: 2009, 2015

### Klubcsapatban
- Bajnokok Ligája győztes: 2016
- PGNiG Superliga:
  - 1. hely: 2012, 2013, 2014, 2015, 2016, 2017, 2018
  - 2. hely: 2002, 2003
- Lengyel-kupa:
  - 1. hely: 2002, 2012, 2013, 2014, 2015, 2016, 2017, 2018
- Bundesliga:
  - 3. hely: 2009
- Német-kupa:
  - 2. hely: 2006, 2007, 2010